# Phyllis Schlafly
Phyllis Schlafly (Saint Louis, 1924. augusztus 15. – Ladue, 2016. szeptember 5.) amerikai konzervatív aktivista és alkotmányjogász.